# Christian Engström

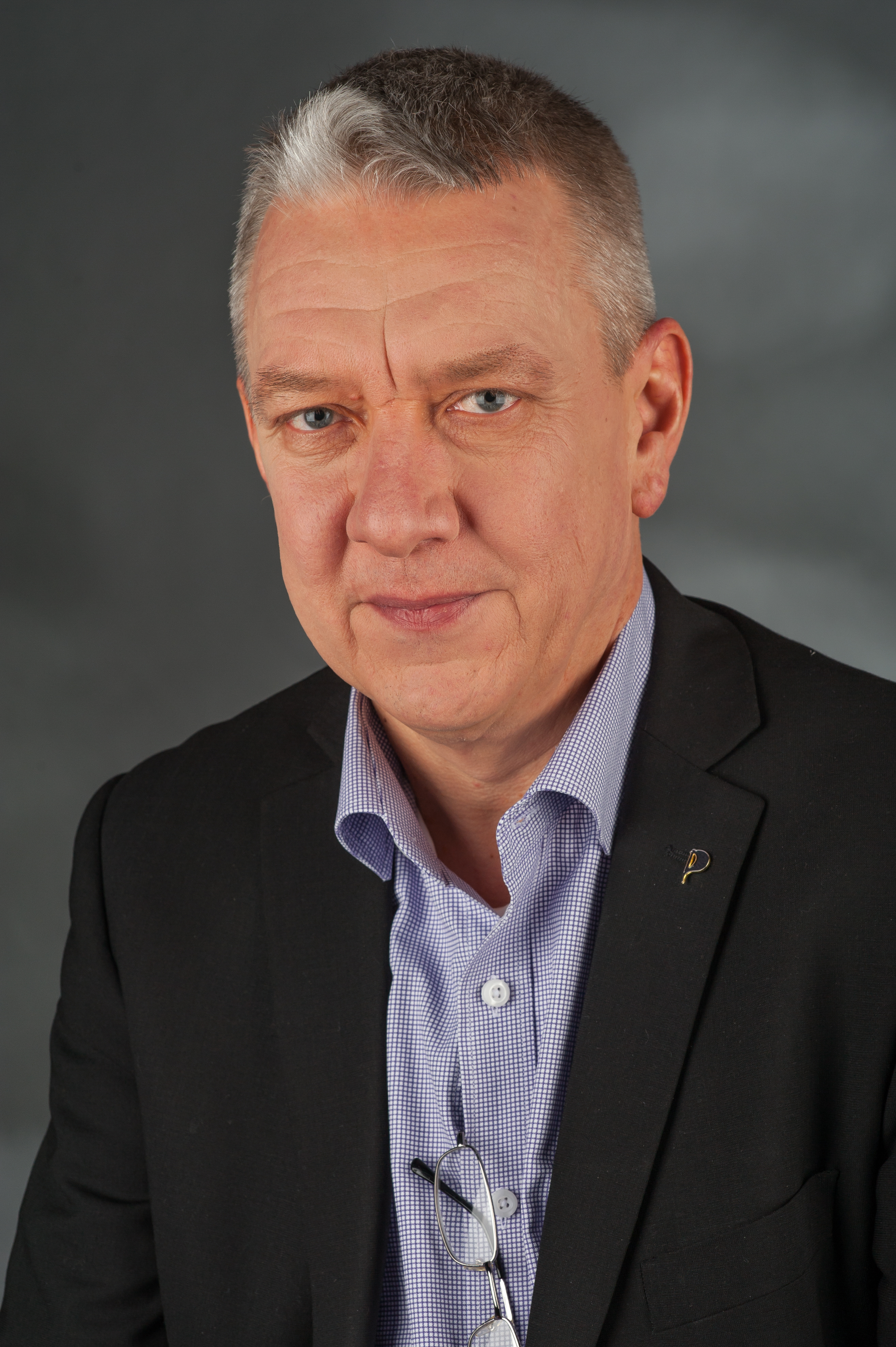
Christian Engström Straßburg 2014

Lars Christian Engström (* 9. Februar 1960 in Stockholm) ist ein schwedischer Programmierer und Politiker. Er ist stellvertretender Vorsitzender der schwedischen Piratpartiet und war der Spitzenkandidat der Partei bei der Europawahl in Schweden 2009, bei der er als erster Vertreter einer Piratenpartei in das Europäische Parlament einzog. Diesen Sitz verlor er nach der Europawahl 2014, bei welcher die schwedische Piratenpartei, deren Spitzenkandidat er war, mit 2,2 % der Stimmen die 4 %-Hürde nicht erreicht hatte.

## Persönliches
Engström ist verheiratet und hat einen Sohn. Er lebt mit seiner Familie in Nacka, im Ballungsraum Stockholm.

## Werdegang
Er studierte an der Universität Stockholm, die er 1983 mit einem Abschluss in Mathematik und Informatik verließ. Er arbeitete während seines Studiums in einer Firma, die sich auf phonetische Vergleiche von geschützten Markennamen spezialisierte. Nach seinem Studium arbeitete er dort vollzeit. 1987 wurde er Teilhaber und 1991 Vizepräsident der Firma. 1997 wurde die Firma an CompuMark verkauft. Engström blieb bis 2001 in der Firma und gründete dann seine eigene Firma, Glindra AB.

## Politische Arbeit
Über fünf Jahre engagierte sich Engström als ehrenamtlicher Aktivist im Förderverein für eine Freie Informationelle Infrastruktur (FFII) gegen Softwarepatente. Er war aktiv an der Kampagne gegen EU-Softwarepatentrichtlinie beteiligt, die im Juli 2005 vom Europäischen Parlament abgelehnt wurde.
Ebenfalls beteiligt war er an der Gründung der schwedischen FFII und war während des ersten Jahres stellvertretender Vorsitzender.
In den späten 1980ern wurde er Mitglied der schwedischen Volkspartei der Liberalen. Von 1992 bis 1998 arbeitete er als Schöffe für die Partei im Stockholmer Amtsgericht und war lokalpolitisch in Bromma in Stockholm aktiv. Nach der Gründung der schwedischen Piratenpartei am 1. Januar 2006 verließ er die liberale Volkspartei und wechselte zur schwedischen Piratenpartei.
Im Europäischen Parlament hatte Engström sich der Fraktion Die Grünen/Europäische Freie Allianz angeschlossen. Er war Mitglied im Ausschuss für Binnenmarkt und Verbraucherschutz und im Rechtsausschuss, sowie in der Delegation für die Beziehungen zu den Ländern Südostasiens und der Vereinigung südostasiatischer Staaten (ASEAN) und Stellvertreter in der Delegation für die Beziehungen zum Mercosur.
Engström war das einzige schwedische Mitglied des Europa-Parlaments, das gegen Mary Honeyballs Bericht „Sexual exploitation and prostitution and its impact on gender equality“ stimmte, der empfahl, das Schwedische Modell europaweit zu übernehmen, das den Erwerb von sexuellen Dienstleistungen kriminalisiert.